# Ahmose, zoon van Abana
Ahmose, zoon van Abana (Necheb, 16e eeuw v. Chr. - aldaar, 16e of 15e eeuw v. Chr.), was generaal onder de farao's Ahmose I, Amenhotep I en Thoetmoses I. Zijn autobiografie is intact teruggevonden op de wand van zijn graftombe.

## Ouders
Abana of Ebana was de moeder van Ahmose.
Toen Seqenenre Ta'a de Hyksos uit Egypte verdreef, diende de vader Baba van Ahmose in de zeemacht.

## Ahmose I
Na de dood van Ta'a en diens zoon Kamose begon Ahmose als soldaat van farao Ahmose I en vocht hij in de slag bij Avaris, de hoofdstad van de Hyksos in de Nijldelta. Hij doodde twee Hyksos en ontving twee gouden medailles. Na de val van Avaris gaf de farao hem ook slaven en andere buit.
Ahmose nam deel aan de driejarige belegering van Sharuhen in het zuiden van Kanaän. Hij ging met de farao naar Nubië, waar hij drie opstanden neersloeg.

## Amenhotep I
Onder Amenhotep I vocht hij tegen Kerma en hij werd voor zijn moed beloond met goud en slaven.

## Thutmoses I
Onder Thoetmoses I nam Ahmose als admiraal deel aan de campagne met schepen op de Nijl tegen de Nubische stammen. Hij volgde Thoetmoses in zijn strijd tegen de Mitanni tot aan de Eufraat.

## Kleinzoon
Paheri was de kleinzoon van Ahmose was een priester van de godin Nechbet en de leraar van prins Wadjmose en leidde de bouw van de graftombe van zijn grootvader Ahmose.